# Ягупольський Лев Мусійович
Лев Мусійович Ягупольський (6 лютого 1922, Умань — 5 квітня 2009) — український хімік-органік, засновник наукової школи фторорганічних сполук в Україні, завідувач відділу (1965—1987) Інституту органічної хімії НАН України, доктор хімічних наук, професор, заслужений діяч науки УРСР, лауреат Державної премії України.

## Біографія
Народився 6 лютого 1922 року в Умані. У 1938 році вступив до Київського державного університету ім. Т. Г. Шевченка, який закінчив 1947 році.
- у 1938—1941 роках — студент;
- у 1941—1942 роках — курсант Військової академії хімічного захисту (Москва);
- у 1942—1943 роках — начальник хімічної служби полку на Калінінському фронті;
- у 1943—1945 роках перебував у лавах Червоної Армії, учасник німецько-радянської війни;
- у 1945—1947 роках продовжив навчання в КДУ;
- у 1947—1950 роках — аспірант кафедри органічної хімії хімічного факультету КДУ;
- у 1951 році захистив кандидатську дисертацію «Фторпроизводные бензотиазола и фторсодержащие цианиновые красители»;
- у 1951—1955 роках — молодший науковий співробітник, 1955—1965 роках — старший науковий співробітник Інституту органічної хімії АН УРСР;
- у 1966 році захистив докторську дисертацію на тему «Ароматические соединения с фторсодержащими заместителями»;
- з 1967 року — професор;
- у 1965—1987 роках — завідувач відділом хімії фторорганічних сполук;
- у 1969—1973 роках — заступник директора ІОХ АН УРСР по науковій роботі;
- з 1972 року — член редколегії «Украинского химического журнала»;
- з 1980 року — член редколегії міжнародного журналу «Dyes and Pigments»;
- з 1987 року — головний науковий співробітник ІОХ НАН України[1].

Помер 5 квітня 2009 року.

## Наукова робота
Лев Ягупольський засновник наукової школи хімії фторорганічних сполук в Україні. Наукові праці в галузі синтезу органічних сполук з фторвмісними замісниками, у тому числі елементоорганічними — фосфору, селену, телуру, полівалентного йоду. Всебічне вивчення властивостей синтезованих сполук дозволило зробити внесок у розвиток фундаментальних теорій органічної хімії. Кілька великих циклів робіт вченого були присвячені речовинам, важливим з практичної точки зору — органічним барвникам, лікарським засобам, пестицидам, сполукам, що мають рідкокристалічні властивості.
Автор 10 монографій, понад 800 статей, 220 авторських свідоцтв, 40 патентів.
Підготував 80 кандидатів та 11 докторів наук.

### Методи синтезу фторорганічних сполук

#### Дослідження реакції Шимана
Першим завданням вченого при виконанні кандидатської роботи стало введення атома фтору в бензольне кільце бензотіазолу. Для цього застосовують реакцію Шимана — термічний розклад сухих тетрафтороборатів арилдіазонію. Але в даному випадку спочатку не вдалося виділити твердий тетрафтороборат з причини високої розчинності його у кислотах (в умовах реакції діазотування; такі сполуки розчинні внаслідок утворення солі по гетероциклічному атому азота). Одержати кристалічний осад вдалося проведенням діазотування в розчині тетрафтороборатної кислоти, в результаті з 2-метил-6-амінобензотіазолу був одержаний 2-метил-6-фторобензотіазол, використовуваний далі для синтезу ціанінових барвників. Методику застосовували для заміни аміногрупи на фтор також в інших азотистих гетероциклах. Згодом з Н. В. Павленко розроблена модифікація реакції Шимана — замість тетрафтороборатів використані трис(перфторалкіл)трифторофосфати арилдіазонию, розкладання яких проходить при більш низьких температурах та з високими виходами фторованих аренів.

#### Дослідження реакції Свартса
Для одержання фторорганічних сполук широко застосовується реакція Свартса — заміна на фтор атомів інших галогенів дією трифториду стибію або фтороводню у присутності пентахлориду стибію. За допомогою цієї реакції з трихлорметильних похідних були одержані сполуки з трифторометильною групою, зокрема, трифторометил- і трифторометилтіобензотіазоли. Л. М. Ягупольським спільно з І. В. Троїцькою, Н. В. Кондратенко, М. І. Дронкіною вперше в органічні сполуки введена трифторометоксигрупа -OCF3, угруповання -O-CF2-O- й -CF2-O-CF2-, також одержані та вивчені численні ароматичні сполуки з ненасиченими фторовмісними замісниками і з трифторометильною групою, відокремленою від ядра гетероатомами (O, N, S). Вивчався вплив гетероатомів та замісників в ароматичному ядрі на протікання реакції Свартса. Встановлено, що електронодонорна здатність гетероатомів сприяє заміщенню хлору на фтор у трихлорометильній групі, тобто, легкість заміщення зменшується в ряді ArN(R)CCl3 > ArSCCl3 > ArOCCl3. Електронодонорні замісники в ядрі також полегшують обмін, а електроноакцепторні утруднюють його. Спільно з Г. І. Матюшечевой була відкрита реакція гідразидів карбонових кислот з пентахлоридом фосфору, що дозволяє альтернативним способом одержувати вихідні для реакції Свартса трихлорометильні похідні (раніше їх одержували прямим хлоруванням метильних груп). Практичним результатом цих досліджень стала розробка технології синтезу гербіциду «Трефлан», впроваджена в промислове виробництво (Навої, Узбекистан, ВО «Навоїазот», потужність виробництва 2000 тонн на рік).

#### Розробка методів синтезу з використанням нових фторуючих агентів
Крім вивчення вже відомих реакцій синтезу фторорганічних сполук, проводився пошук нових реагентів. Вперше був синтезований фенілтетрафторстибій, який виявився дуже потужним фторуючим засобом. Цикл робіт, виконаний спільно з співробітниками Одеського політехнічного інституту був присвячений дослідженню нових фторуючих агентів — тетрафториду сірки в середовищі фтороводню і системі тетрафторид сірки — фтороводень — галогенуючий агент (хлор, бром, дитіодихлорид). Застосування тетрафториду сірки дозволяє здійснювати заміну атомів кисню на фтор, зокрема, перетворювати карбоксильні групи в трифторометильні. У середовищі фтороводню виявилося можливим одержувати бензотрифториди не тільки з відповідних карбонових кислот, а й з їх метилових естерів (у відсутності фтороводню реакція естерів йде при високій температурі й дає низькі виходи цільових продуктів). Трифтороацетоксигруппа CF3COO— при дії даного реагенту перетворюється на пентафтороетоксигрупу C2F5O—. За цим методом з три-, тетра-, пента- і гекса(трифтороацетокси)бензолів одержані відповідні полі(пентафтороетокси)похідні. Система SF4 — HF — галогенуючий агент, розроблена спільно з Б. В. Куншенком, дає можливість здійснювати заміну атомів водню на фтор у sp3-гібридизованого атома вуглецю.

#### Розробка методів дифторометилювання
Дією доступного реагенту хлородифторометану (хладон-22) здійснено пряме дифторометілювання («фреонування») фенолів і тіофенолів з утворенням дифторометоксиаренів і арилдифторометилсульфідів. Метод синтезу виявився цікавим тим, що при введенні в нього гідроксибензальдегідів не йде реакція Канніццаро, попри те, що фреонування проводиться в лужному середовищі. Надалі із сполук з дифторометоксигрупою шляхом хлорування одержані дифторохлорометоксибензоли, а окисненням тіоетерів — дифторометилсульфоксиди і сульфони. Меркаптоазоли, залежно від умов синтезу, дають різні продукти — дифторометилюються по атому сірки меркаптогрупи, атомам сірки та азоту або за двома атомами азоту (похідні імідазолу і бензімідазолу). Цим способом вперше були одержані похідні бензімідазолу з фторвмісними замісниками у обох атомів азоту. У реакцію фреонування введені також сульфаміди, які дають в результаті N-дифторометильні похідні. Дослідження реакції дифторометилювання проводилися спільно з С. В. Шеляженко, К. І. Петком.

#### Відкриття іон-радикального та катіонного перфтороалкілювання
Раніше вважалося, що перфтороалкілйодиди, на відміну від алкілйодидів, не вступають в реакції алкілювання через обернену полярність їх молекул. Дослідження Л. М. Ягупольського і В. Н. Бойко показали, що перфтороалкілювання тіофенолів можна здійснити за іон-радикальним механізмом в умовах ультрафіолетового опромінення в рідкому аміаку або у полярних розчинниках. Іон-радикальне перфтороалкілювання дозволило одержувати перфтороалкілсульфіди з будь-якою довжиною ланцюга перфтороалкільного замісника нормальної або розгалуженої будови, які раніше вважалися важкодоступними. З селено-і телурофенолів в аналогічний спосіб були одержані невідомі раніше перфтороалкілселеніди і телуриди. У реакцію іон-радикального перфтороалкілювання вступають також C-нуклеофіли, наприклад, β-дикетони.
Л. М. Ягупольським вперше одержані солі арилперфтороалкілйодонію (див. Онієві сполуки), які виявилися зручними реагентами для алкілювання за катіонним механізмом. Вони вступають в реакцію з нуклеофілами при температурах −50 … +20 °C в диметилформаміді. За методом катіонного перфтороалкілювання, аналогічно іон-радикальному, можна одержувати перфтороалкілсульфіди і селеніди, а вторинні і третинні похідні аніліну дають з цими реагентами продукти алкілювання в пара-положення. Арилперфтороалкілйодонієві солі реагують також з неорганічними аніонами — нітритом, ціанідом, тіоціанатом, селеноціанатом утворюючи, відповідно, нітро-, ціано-, ціанотіо- і ціаноселеноперфтороалкани. Аналогічно йодонієвим сполукам, перфтороалкілюючими агентами виявилися й вперше синтезовані Л. М. Ягупольським солі діарилперфтороалкілсульфонію.

#### Інші дослідження в галузі фторорганічного синтезу
Хлородифтороцтова кислота зазвичай використовується в синтезах (у вигляді солі) як джерело дифторокарбену:
{\displaystyle {\mathsf {CClF_{2}COONa}}\rightarrow {\mathsf {CF_{2}\!\!:+\ CO_{2}+NaCl}}}
Спільно з В. А. Корінько знайдено умови її конденсації з фенолами та тіофенолами із збереженням карбоксильної групи. У аналогічну реакцію введена і монохлорофтороцтова кислота; окисненням і декарбоксилюванням продуктів конденсації (естерів арилтіофтороцтової кислоти) були одержані арилмонофторометилсульфони:
{\displaystyle {\mathsf {ArSH+CHClFCOOCH_{3}}}\rightarrow {\mathsf {ArSCHFCOOCH_{3}}}\rightarrow {\mathsf {ArSO_{2}CH_{2}F}}}
Л. М. Ягупольським знайдено зручний реагент, що дозволяє проводити заміну атомів йоду або брому на трифторометильну групу — трифторометилмідь. Синтези з трифторометилміддю можна проводити в скляному посуді за атмосфернмм тиском і з використанням доступних реагентів. Аналогічний спосіб — заміна галогену на трифторометилтіогрупу дією трифторометилсульфіду міді — був розроблений спільно з Н. В. Кондратенко і О. О. Коломейцевим. Особливо придатним цей реагент виявився для введення трифторометильної групи в ароматичні сполуки з електроноакцепторними замісниками, наприклад, з нітрогрупою. Спільно з В. П. Самбур знайдений ще один метод введення трифторометилтіогрупи — реакція солей діазонію з трифторометилсульфідом срібла AgSCF3.
Перфторо-трет-бутилцезій (CF3)3CCs був використаний для заміни атомів фтору в заміщених фторбензолах на перфторо-трет-бутильну групу, а також для синтезу арилперфторо-трет-бутилсульфідів і селенідів.

### Синтез фторовмісних фосфорорганічних і йодорганічних сполук
Спільно з Ж. М. Івановою відкрита реакція трифториду стибію з фенілдихлорофосфіном і вперше синтезовано органічну сполуку п'ятикоординаційного фосфору — фенілтетрафторофосфоран:
{\displaystyle {\mathsf {C_{6}H_{5}PCl_{2}+SbF_{3}}}\rightarrow {\mathsf {C_{6}H_{5}PF_{4}+Sb}}}
За допомогою трифториду стибію одержані також фторангідриди арилфосфонових і тіофосфонових кислот.
Л. М. Ягупольським, В. Я. Семенієм і К. І. Більдиновим розроблено метод електрохімічного фторування триалкілфосфіноксидів з утворенням трис(перфтороалкіл)дифторфосфоранів. Гідроліз цих продуктів дозволяє одержати відповідні фосфонові і фосфінові кислоти, що вважалися «екзотичними», як і інші сполуки фосфору з перфтороалкільними групами. До цього дослідження подібні реакції вважалися неможливими через отруєння електродів фосфором.
Методи одержання сполук полівалентного йоду розроблені спільно з В. В. Ляліним, І. І. Малєтіною і В. В. Ордою. Ароматичні сполуки з дифторойодильною групою (ArIF2) одержані за реакцією тетрафториду сірки з йодозил- (ArIO) або біс(трифтороацетокси)йодопохіднимі, а також взаємодією йодоаренів з дифторидом ксенону. З йодил- і дифторойодиларенів вперше були одержані органічні сполуки п'ятикоординаційного йоду — тетрафторойодоарени дією тетрафториду сірки і тетракіс(перфтороацилокси)йодоарени дією ангідридів перфтороалкілкарбонових кислот.

### Дослідження фторовмісних барвників і рідкокристалічних сполук
Вивченню фторовмісних барвників Л. М. Ягупольський приділяв значну увагу протягом всієї своєї наукової діяльності. Після накопичення наукового матеріалу — синтезу нових барвників різної структури і з різноманітними за електронною природою замісниками — з'явилася можливість цілеспрямовано впливати не тільки на спектральні характеристики барвників, але й на їх основність, світлостійкість, сенсибілізуючу здатність. Поступово були встановлені закономірності впливу атомів фтору і фторовмісних замісників на властивості більшості класів органічних барвників. Знайдені кореляційні залежності батохромного або гіпсохромного ефекту замісників, галохромії, основності від електронної будови замісників і молекули в цілому дозволили синтезувати практично корисні речовини — барвники для текстильної промисловості, кислотно-основні індикатори, фотосенсибілізатори, люмінофори. Найбільш детально вивчалися ціанінові барвники з атомами фтору і фторовмісними замісниками як в ароматичному ядрі, так і в поліметиновому ланцюгу. У 1950—1978 роках в «Журнале органической химии» опублікована серія з понад 40 статей під загальною назвою «Цианиновые красители, содержащие фтор».
Спільно з Ю. А. Фіалковим і М. М. Кремльовим була відкрита реакція поліфторовінільних сполук літію з поліфторолефінамі, що дає кон'юговані перфторополієни. На основі цієї реакції розроблено метод синтезу α,ω-діарилперфторополієнів, які стали класичними об'єктами для теорії кольору органічних сполук. Деякі сполуки цього типу мають властивості рідких кристалів.
За темою рідкокристалічних сполук виконано великий цикл робіт спільно з Ю. Я. Фіалковим і С. В. Шеляженко. Для похідних дифенілу, бензиліденаніліну, органічних кислот і їх естеів вивчено вплив заміни кінцевих атомів водню фтором на особливості фазових переходів, термодинамічних параметрів цієї групи речовин. Показано, що шляхом введення в молекулу фторовмісних груп можна цілеспрямовано змінювати властивості рідкокристалічних сполук.

### Вивчення електронної будови фторорганічних сполук
Значним внеском Л. М. Ягупольського в теорію органічної хімії є вивчення електронної і просторової будови одержаних сполук. Електронна природа і вплив фторовмісних замісників на властивості ароматичних сполук вивчалися різними методами. Для більш, ніж 60 заступників вперше визначено σ-константи рівняння Гаммета. Серед фторовмісних груп виявлені сильні акцептори електронів, такі, як трифторометилсульфонільна група -SO2CF3, для якої константа рівняння Гаммета для пара-положення σp = 1,04. Пізніше було показано, що заміна кисню у таких заступниках, як -SO2CF3 або-SO2F та інших на трифторометилсульфонімідне угруповання =NSO2CF3, призводить до утворення надсильних електроноакцепторних груп, для яких σp = 1,4 … 1,75, що відповідає впливу на молекулу двох або трьох нітрогруп. Р. Тафт, який запропонував власну модифікацію рівняння Гаммета, назвав цей принцип побудови надсильних електроноакцепторов «принципом Ягупольського».
Вивчення сильних електроноакцепторних замісників виявилося цінним і для практики органічного синтезу. Встановлено, що імідоїлхлоріди R(Cl)=NSO2CF3 вступають в аза-перегрупування Курціуса, нехарактерне для похідних хлорангідридів карбонових кислот, у яких кисень заміщений на інші =NR-групи. Продуктами такого різновиду реакції Курціуса є карбодиіміди RN=C=NSO2CF3. Введення =NSO2CF3-групи (шляхом заміни карбонільного атома кисню) в ціанінові барвники та деякі інші донорно-акцепторні системи призводить до сильного батохромного зсуву — максимуми поглинання таких продуктів зсуваються в довгохвильову область на 150—200 нм. Одержані у такий спосіб барвники мають глибоке забарвлення і поглинають в ближній інфрачервоній області. Шляхом заміни двох атомів водню в аміногрупі аніліну на трифторометилсульфонільні групи вдалося змінити орієнтуючий вплив аміногрупи у реакціях електрофільного заміщення, так, нітрування N, N-біс(трифторометилсульфоніл)аніліну йде на 80 % в мета-положення. При введенні тільки однієї сильної електроноакцепторної групи зберігається орто-, пара-орієнтуючий вплив електронодонорного атома азоту.
Введення до молекули надсильних електроноакцепторів може призвести до одержання надсильних кислот за рахунок збільшення кислотності зв'язків C-H, N-H або O-H. Так, показано, що заміна атомів кисню в п-толуолсульфонаміді H3C-C6H4-SO2NH2 на трифторометилсульфонімідні групи збільшує кислотність в газовій фазі на 25 порядків, а в розчині на 13 одиниць pKa. Передбачається, що застосування принципу Ягупольського до трифторометансульфокислоти, яка сама є суперкислотою, можна одержати найбільш сильні з усіх відомих кислот. Похідні (солі і фторангідриди) таких кислот були одержані.
Раніше вважалося, що тільки нітропохідні ароматичних сполук здатні утворювати σ-комплекси типу Мейзенгеймера. Л. М. Ягупольським вперше були одержані і досліджені такі комплекси трифторометилсульфоніларенів. Новоим об'єктом для вивчення аніонних комплексів став 1,3,5-трис(трифторометилсульфоніл)бензол, який утворює стійкі σ-комплекси з алкоголятами, фенолятами, тіофенолятами, ціанідами, сульфітами та іншими аніонами. Одержані дані увійшли в підручник, що видається Московським університетом (Реутов О. А., Курц А. Л., Бутин К. П. Органическая химия. — 1999. — Т. II. — ISBN 5-211-03491-0.).

### Розробка лікарських препаратів
Багато з праць Л. М. Ягупольського і його співавторів присвячені синтезу нових біологічно активних речовин і дослідженню впливу фторовмісних груп на фізіологічну активність.
Спільно з Г. Я. Дубурс (Ризький інститут органічного синтезу) одержано і впроваджено у медичну практику гіпотензивний препарат (блокатор кальцієвих каналів) форідон — похідне 1,4-дигідропіридину, що містить дифторометоксигруппу -OCHF2. Подальші дослідження показали доцільність введення діфторметоксігрупи в інші лікарські препарати як нового фармакофора.
Спільно з Ю. А. Фіалковим, М. М. Кремльовим і співробітниками Інституту фармакології і токсикології АМН України В. С. Даниленко і К. А. Черноштаном розроблений і впроваджений у виробництво на Борщагівському хіміко-фармацевтичному заводі нестероїдний протизапальний препарат діфторант. Діфторант застосовується в дерматології та отоларингології, зокрема, при лікуванні псоріазу, екземи, червоного плоского лишаю, зовнішнього отиту.
Спільно з І. І. Малєтіною і К. І. Петком одержаний кардіотонічний препарат (активатор калієвих каналів) флокалін, що відрізняється низькою токсичністю. Д. В. Федюк під керівництвом Ягупольського синтезовано ряд фторовмісних бензімідазолів, що виявляють активність блокаторів рецепторів ангіотензину II, спільно з Ю. А. Фіалковим одержані N-арилзаміщені 2-аміноімідазоліни — аналоги клофеліну. На початку 2000-х років синтезована молекула, що поєднує властивості форидону і флокаліну, це дозволяє надалі створити новий клас гібридних лікарських засобів.

## Звання, нагороди
- Заслужений діяч науки УРСР (1982)
- Премія Ради Міністрів СРСР (1982)
- Орден Вітчизняної війни ІІ ступеня (1985)
- Лауреат Державної премії України в галузі науки і техніки (1992)
- Премія ім. А. І. Кіпріанова (1994)
- Орден «За заслуги» III ступеня (2007)[17]
- Почесний знак НАН України «За підготовку наукової зміни»[18]

## Пам'ять
24 листопада 2012 року на будівлі Інституту органічної хімії НАН України в Київі була відкрита меморіальна дошка пам'яті Ягупольського Лева Мусійовича. Автори: Сидорук Олесь та Крилов Борис.